# Amarant (voornaam)
Amarant is een meisjesnaam. De naam komt van het Griekse woord Amarantos hetgeen "onverwelkbare schoonheid" betekent.
In de 18e eeuw was het een gebruikelijke naam in Nederland. Tegenwoordig komt de naam in Nederland sporadisch nog voor.
Varianten op de naam zijn Amaranta, Amarante en Amarantha.